# 西来镇 (蒲江县)
西来镇，是中华人民共和国四川省成都市蒲江县下辖的一个乡镇级行政单位。2019年12月，撤销复兴乡，将其所属行政区域划归西来镇管辖。

## 行政区划
西来镇下辖以下地区：
临溪社区、敦厚社区、高桥社区、两河村、石桥村、福田村、铜鼓村、青山村、铁牛村、马福村、白马村、双流村和大田村。